# Llei de la llengua gaèlica (Escòcia)
La Llei de la llengua gaèlica (Escòcia) (en anglès Gaelic Language Act o Gaelic Bill; en gaèlic escocès Achd na Gàidhlig), aprovada pel Parlament escocès l'any 2005, és la primera peça de la legislació dirigida a atorgar un reconeixement formal i oficial al gaèlic escocès.
Aquest decret parlamentari té com a objectiu establir el gaèlic com a llengua oficial d'Escòcia, aconseguint la mateixa consideració que l'anglès i constituint el Bòrd na Gàidhlig com a part del marc d'actuació del govern escocès, requerint també la creació d'un pla nacional gaèlic per tal de proveir una orientació estratègica pel desenvolupament de la llengua.
El decret també atorga al Bòrd na Gàidhlig un paper fonamental en la promoció del gaèlic a Escòcia, aconsellant els ministres escocesos en temes gaèlics, tirant endavant una planificació gaèlica i proporcionant una orientació sobre l'educació en gaèlic. Així mateix, proveeix un marc legislatiu per a la creació de plans pel gaèlic per part de les autoritats públiques escoceses.
L'ex-ministre d'Educació Peter Peacock, el qual, en el moment d'entrada en vigor del decret tenia responsabilitat ministerial sobre el gaelic, digué:
| « | Aquest és un moment memorable pel gaèlic, s'obre un nou capítol en la història d'aquesta llengua. Hem recorregut un llarg camí des d'aquells foscos dies de 1616, quan un acte del Parlament dictaminava que el gaèlic havia de ser abolit i eliminat d'Escòcia ." | » |

Si bé el decret és majoritàriament considerat com un gran pas en la direcció correcta, el fet que només s'apliqui als organismes públics que operen a Escòcia i els assumptes dels quals estiguin classificats com a retornats, constitueix un punt de feblesa. Altres organismes públics (com ara el Royal Mail, el DVLA i els departaments governamentals amb seu a Londres) no queden inclosos al decret i, per tant, no tenen cap obligació al respecte.